# Basketbola klubs Jelgava
Il B.K. Jelgava è una società cestistica avente sede a Jelgava, in Lettonia. Fondata nel 1995 come B.K. Zemgale, nel 2011 a causa di problemi economici, la squadra venne sciolta e ricreata con la denominazione attuale. Gioca nel campionato lettone.
Disputa le partite interne nella Zemgales Olimpiskais centrs.